# I'm the Worst Partner I Know
I'm the Worst Partner I Know is het tweede solo-album van de Nederlandse zanger Kaz Lux. Lux maakte van 1968 tot 1972 deel uit van de rockband Brainbox. Nadat hij die band verliet ging hij verder als solist. De begeleidingsband op dit album bestaat uit Engelse muzikanten. Oud-Brainbox gitarist Jan Akkerman speelt op twee nummers mee. 
Alle nummers zijn door Lux geschreven, behalve I Still Miss Someone van Johnny Cash. De muziek op dit album varieert van countrymuziek en akoestische muziek tot rock en funk. Kaz Lux kondigde het liedje Joanna tijdens een optreden in 1973 aan als: “Een smartlap, maar dan in het Engels”. De teksten zijn over het algemeen nogal somber. Ze gaan meestal over verbroken relaties. Po’ Injun gaat over de achterstelling van de indianen in de Verenigde Staten. Kaz Lux heeft een hoge rauwe stem en een gevoelige manier van zingen.
Het album is uitgebracht op het platenlabel EMI Harvest Records. Het is opgenomen in januari 1973 in de Chipping Norton opnamestudio’s en is in april 1973 uitgebracht op het platenlabel EMI Harvest Records. Muziekproducent was Mike Vernon, die ook platen heeft geproduceerd van veel andere artiesten, waaronder Fleetwood Mac, Level 42 en Focus. Daarna ging Kaz Lux op tournee, waarbij ook een (of meer) avond(en) in het voorprogramma van Hawkwind kwam te staan, hetgeen door de enorme verschillen in muziekstijl niet altijd een succes was. In 2015 heeft Universal Music een dubbel-cd uitgebracht met de eerste twee solo-albums van Kaz Lux. Er zijn twee singles uitgebracht met nummers van dit album: Back to the Egg/Miss Franklin Blues en I'm the Worst Partner I Know/The Twentieth Last Letter. 

## Musici
- Kaz Lux (zang, gitaar en tamboerijn)
- Dick Parry (saxofoon)
- Joe Jammer (gitaar)
- Pete Wingfield (keyboard en piano)
- Tony Stevens (bas)
- Bruce Rowland (drums)
- Rick Hayward ( akoestische gitaar, mandoline en slide gitaar)
- Vie Billups (gesproken tekst)
- Jan Akkerman op A Dying Man's Eyewash en Cleo

## Muziek
| Nr. | Titel                               | Duur |
| --- | ----------------------------------- | ---- |
| 1.  | Miss Franklin Blues (Kaz Lux)       | 3:12 |
| 2.  | A Dying Man’s Eyewash (Kaz Lux)     | 9:55 |
| 3.  | I Still Miss Someone (Johnny Cash)  | 1:40 |
| 4.  | The Twentieth Last Letter (Kaz Lux) | 2:00 |
| 5.  | Cleo (Kaz Lux)                      | 5:09 |

| Nr. | Titel                                  | Duur |
| --- | -------------------------------------- | ---- |
| 1.  | I'm the Worst Partner I Know (Kaz Lux) | 2:00 |
| 2.  | Maybelle (Kaz Lux)                     | 3:30 |
| 3.  | Drinking Song (Kaz Lux)                | 5:31 |
| 4.  | Po’ Injun (Kaz Lux)                    | 2:37 |
| 5.  | Joanna (Kaz Lux)                       | 3:38 |
| 6.  | Back to the Egg (Kaz Lux)              | 3:16 |